# Du är den ende och andra guldkorn
Du är den ende och andra guldkorn är ett samlingsalbum av Lill Lindfors utgivet 1999.

## Låtlista
1. Sv. psalm, nr 474 ("Den blomstertid nu kommer") - trad., Israel Kolmodin, arr. Anders Ekdahl (Nils Landgren)
2. "Du har en vän" ("You've got a friend") - Carole King, Stig "Stikkan" Anderson
3. "Lägg din hand i hans hand" ("Put your hand in the hand") - Gene MacLellan, Bo Carlgren
4. "Sången han sjöng var min egen" ("Killing Me Softly with His Song") - Norman Gimbel, Charles Fox, Bo Rehnberg
5. "Fritt fram" ("Sundown") - Gordon Lightfoot, Ola Magnell
6. "Blåjeans och stjärnljus" ("Bluejeans and moonbeams") - Don Van Vliet, Pugh Rogefeldt
7. "Sen kom du" ("Then came you") - Thiel Pugh, Sherman Marshall, Bo Rehnberg
8. "Tänk vilket liv" ("Y'all got it!") - Charlie Smalls, Bo Carlgren (Anders Linder)
9. "Du är du, jag är jag" ("Partido alto") - Chico Buarque de Hollanda, Bo Rehnberg
10. "Åh, vilken morgon" - Alain Leroux, Lill Lindfors, Marie Bergman
11. "Det ska jag köpa mig" - Lill Lindfors, Åke Edin
12. "Om du nånsin kommer fram till Samarkand" - Thorstein Bergman
13. "Månskugga" ("Moonshadow") - Cat Stevens, Owe Junsjö
14. "Tillsammans är ett sätt att finnas till" ("Better place to be") - Harry Chapin, Björn Barlach, Åke Cato
15. "Du är den ende" ("Romance d'amour") - trad., Bo Setterlind, arr. Anders Ekdahl
16. "Glad igen" ("Carey") - Joni Mitchell, Ulf Lundell
17. "Marias första dans" ("Toque de fole") - Bastinho Calixto, Hermelinda Lopes, Peter Ström
18. "Jag vill nå dig (Längtans samba)" - Lill Lindfors, Birgitta Götestam
19. "All min längtan" ("When I need you") - Carole Bayer Sager, Albert Hammond, Mats Klingström
20. "Musik skall byggas utav glädje" - Lill Lindfors, Björn Barlach